# 東近江市立能登川西小学校
東近江市立能登川西小学校（ひがしおうみしりつ のとがわにししょうがっこう）は、滋賀県東近江市伊庭町にある小学校。

## 沿革
- 1873年
  - 3月 - 能登川学校創立[1][2]。
  - 5月16日 - 伊庭に第39番小学校創立[3][2]。
  - 8月27日 - 第39番小学校が謹節小学校と改称[3]。
  - 10月10日 - 謹節小学校が伊庭学校と改称[3]。
- 1874年 - 安楽寺を学区として編入し能登川学校が有序学校と改称[2][1]。
- 1876年 - 須田学校創立[2]。
- 1877年 - 須田学校と有序学校が合併[2]。
- 1878年4月 - 須田学校が有序学校から分離[3][2]。
- 1886年 - 伊庭学校が簡易科伊庭小学校、須田学校が簡易科須田小学校、有序学校が尋常科能登川小学校に改称[4]。
- 1889年4月 - 簡易科須田小学校が尋常科能登川小学校と合併し、元の校舎を須田分教場として使用[3][4]。
- 1892年4月 - 簡易科伊庭小学校が伊庭尋常小学校、尋常科能登川小学校が能登川尋常高等小学校に改称[4][2]。
- 1908年 - 能登川尋常高等小学校が能登川尋常小学校に改称[2]。
- 1911年4月 - 能登川尋常小学校が能登川尋常高等小学校に改称[3][2]。
- 1922年4月 - 伊庭尋常小学校が伊庭尋常高等小学校に改称[4][2]。
- 1924年 - 須田分教場廃止[2]。
- 1927年4月1日 - 伊庭尋常高等小学校と能登川尋常高等小学校が合併し、伊庭村能登川村組合立繖尋常高等小学校創立[2]。
- 1941年5月21日 - 繖国民学校に改称[2]。
- 1942年2月11日 - 能登川西国民学校に改称[2]。
- 1947年4月1日 - 能登川町立能登川西小学校に改称[2]。
- 1950年4月 - 校歌制定[2]。
- 2006年1月1日 - 東近江市立能登川西小学校に改称[2]。

## 通学区域
- 能登川町[5]
- 北須田町[5]
- 南須田町[5]
- 伊庭町[5]
- きぬがさ町[5]

## 主な進学先
- 東近江市立能登川中学校[6]

## 周辺施設
- ちどり保育園

## 交通
- 名神高速道路の八日市インターチェンジから約13.6キロメートル[5]
- ちょこっとタクシーの停留所「能登川自治会館前」から徒歩約3分[5]